# Carrera (competición)

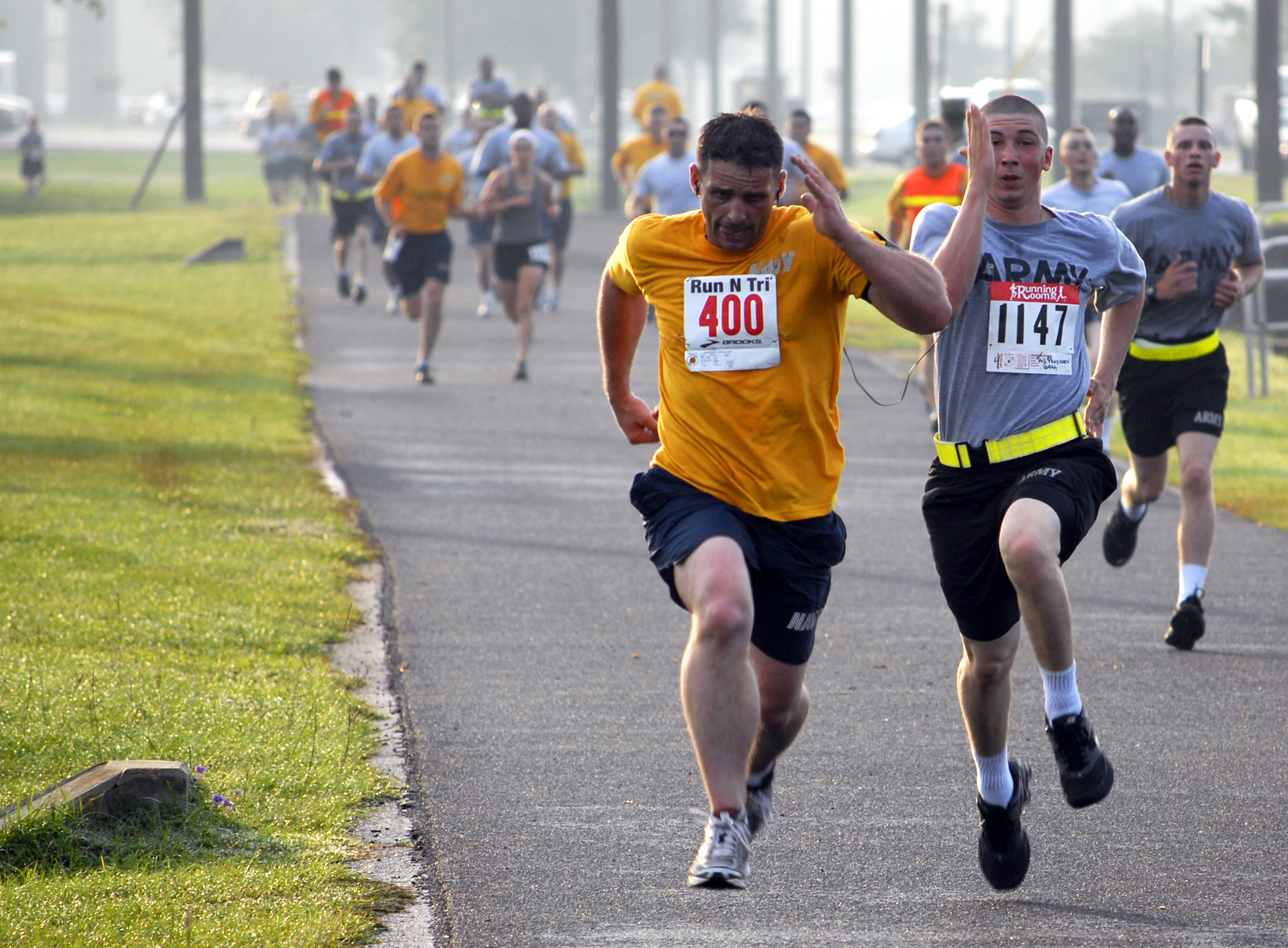
Un marinero y un soldado con base en el sur del estado de Misisipi, corren hasta la línea de meta durante el desafío «Run for Relief 5K», en el Centro del Batallón de Construcción Naval, en Gulfport (Estados Unidos).

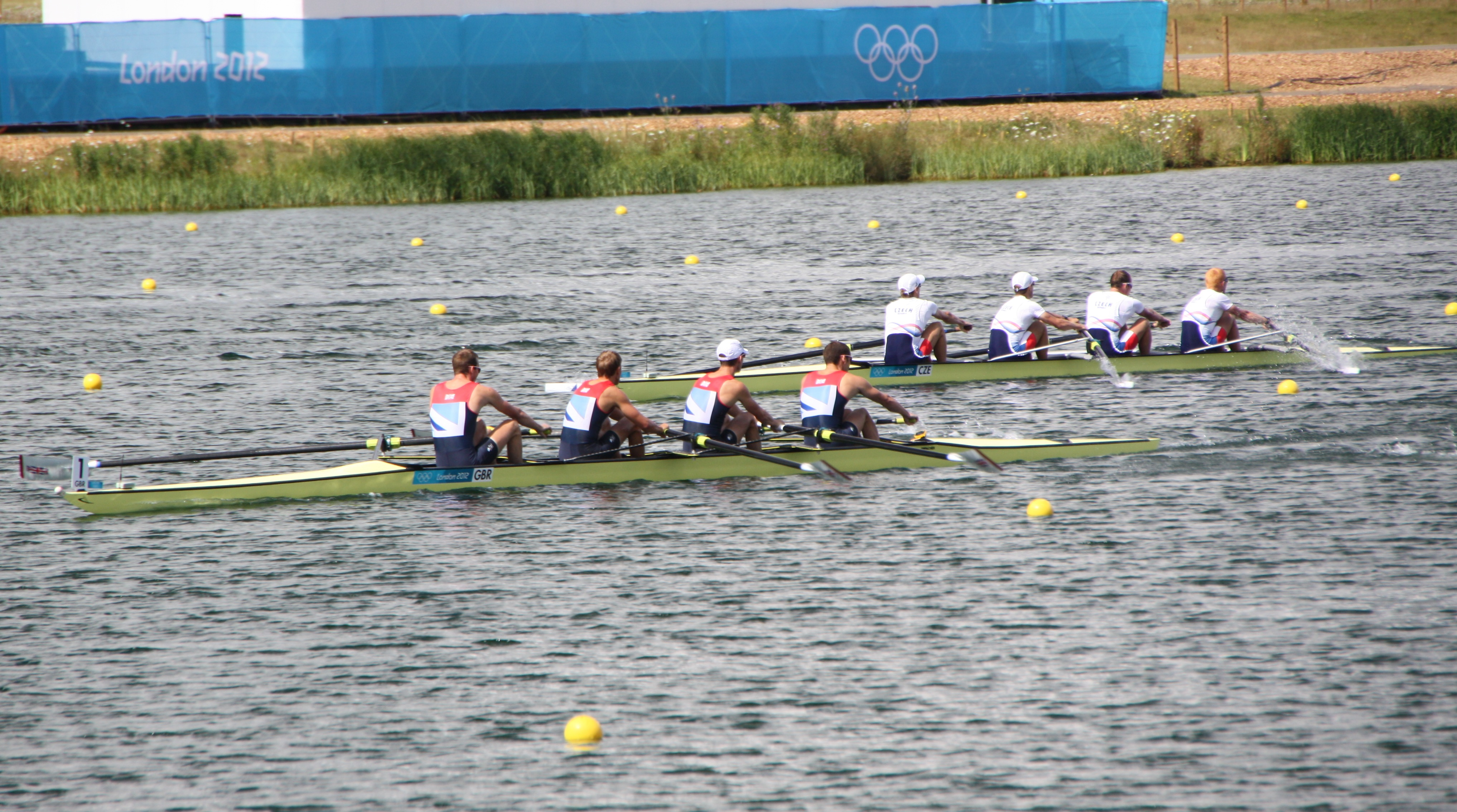
Remo en los Juegos Olímpicos de Verano de 2012 (cuatro hombres ligeros sin timonel): En la foto se observa a los equipos de Gran Bretaña y República Checa en los últimos metros de la manga 2.

Una carrera es una competición de velocidad, en la que los competidores tienen que completar un determinado trayecto o distancia empleando para ello el menor  tiempo posible, o bien recorrer el mayor trayecto posible  en cierto tiempo fijo. En deportes, el trayecto puede ser recorrido de diversas maneras: por ejemplo, a pie, en vehículos o en animales. En juegos abstractos, el trayecto a completar suele ser sobre un tablero, como es el caso del backgammon, el ludo y el parchís.
Una carrera puede ser disputada de principio a fin en el trayecto elegido, o en diferentes segmentos llamados etapas o sectores, que se recorre varias veces en el mismo recorrido al ser más corto que el trayecto total de la competición.
Las primeras evidencias de competiciones deportivas de velocidad se remontan a la antigua Grecia, donde los hombres se disputaban el llegar en primer lugar.
Correr una distancia es la forma más básica de carrera, pero las carreras también se pueden realizar en vehículos, como botes, automóviles, motocicletas, bicicletas y aviones, o con animales como caballos o perros. Las carreras asimismo pueden realizarse usando otros modos de transporte como esquís, trineos, patines o silla de ruedas, o con otras formas de movimiento como nadar o caminar. También se puede competir en equipos; en una carrera de relevos, los miembros de un equipo se turnan para competir en partes de un circuito o realizar una determinada forma de carrera.

## Tipos de carreras que existen
- Carrera a pie
- Carrera de velocidad
- Carreras de media distancia
- Carrera de larga distancia
- Carreras de vallas
- Carreras con obstáculos
- Carrera de la milla
- Carreras de relevos o postas
- Carrera de caballos
- Carrera de camellos
- Carrera de carros
- Carrera de cintas a caballo
- Carrera de destrucción
- Carrera de eliminación
- Carrera de montaña
- Carrera de palomas
- Carrera de resistencia
- Carrera de rodado del huevo
- Carrera de sacos
- Carrera ilegal
- Carrera por puntos
- Recorrido de obstáculos